# Дукорщина
Дукорщина (бел. Дукоршчына) — деревня в Червенском районе Минской области. Входит в состав Смиловичского сельсовета.

## Географическое положение
Находится примерно в 31 километре к западу от райцентра, в 39 км от Минска, в 17 км от железнодорожной станции Руденск линии Минск-Осиповичи, на автодороге Смиловичи—Дукора.

## История
На 1848 год в деревне насчитывался 21 двор, проживали около 200 человек. На 1858 год 130 жителей, тогда деревня входила в состав Игуменского уезда Минской губернии и относилась к имению Смиловичи, принадлежавшему П. и Э. Монюшко.  Согласно переписи населения Российской империи 1897 года, в составе Смиловичской волости, здесь насчитывалось 44 двора, проживали 267 человек. На начало XX века в деревне 48 дворов и 299 жителей, тогда здесь функционировала церковно-приходская школа, насчитывавшая 18 учеников и одного учителя. На 1917 год 59 дворов, 350 жителей. С февраля по декабрь 1918 года деревня была оккупирована немецкими войсками, с августа 1919 по июль 1920 — польскими. 20 августа 1924 года деревня вошла в состав вновь образованного Корзуновского сельсовета Смиловичского района Минского округа (с 20 февраля 1938 — Минской области). 18 января 1931 года передана в Пуховичский район, 12 февраля 1935 года — в Руденский район. Согласно Переписи населения СССР 1926 года в деревне было 58 дворов, проживали 323 человека. Во время Великой Отечественной войны деревня была оккупирована немцами в начале июля 1941 года, 20 сельчан не вернулись с фронта. Освобождена в начале июля 1944 года. В 1954 году в связи с упразднением Корзуновского сельсовета вошла в Смиловичский сельсовет. 20 января 1960 года деревня была передана в Червенский район, тогда там насчитывалось 365 жителей. В 1980-е годы Дукорищна входила в состав колхоза имени М. И. Калинина, тогда там были клуб и баня. По итогам переписи населения Белоруссии 1997 года в деревне насчитывалось 82 жилых дома и 179 жителей, тогда там функционировали животноводческая ферма и магазин. На 2013 год 54 жилых домов, 134 жителя, работает магазин.

## Население
- 1848 — 21 двор, ≈200 жителей
- 1858 — 130 жителей
- 1897 — 44 двора, 267 жителей
- начало XX века — 48 дворов, 299 жителей
- 1917 — 59 дворов, 350 жителей
- 1926 — 58 дворов, 323 жителя
- 1960 — 365 жителей
- 1997 — 82 двора, 179 жителей
- 2013 — 54 двора, 134 жителя